# Northeast Itasca (Minnesota)
Northeast Itasca es un territorio no organizado ubicado en el condado de Itasca en el estado estadounidense de Minnesota. En el Censo de 2010 tenía una población de 1179 habitantes y una densidad poblacional de 1,07 personas por km².

## Geografía
Northeast Itasca se encuentra ubicado en las coordenadas 47°39′1″N 93°20′41″O / 47.65028, -93.34472. Según la Oficina del Censo de los Estados Unidos, Northeast Itasca tiene una superficie total de 1100.18 km², de la cual 1032.98 km² corresponden a tierra firme y (6.11%) 67.2 km² es agua.

## Demografía
Según el censo de 2010, había 1179 personas residiendo en Northeast Itasca. La densidad de población era de 1,07 hab./km². De los 1179 habitantes, Northeast Itasca estaba compuesto por el 95.34% blancos, el 0.76% eran afroamericanos, el 2.21% eran amerindios, el 0.25% eran asiáticos, el 0.25% eran isleños del Pacífico, el 0.08% eran de otras razas y el 1.1% pertenecían a dos o más razas. Del total de la población el 0.59% eran hispanos o latinos de cualquier raza.